# Hrabstwo Aitkin

Piramida wieku hrabstwa

Hrabstwo Aitkin ze stolicą w mieście Aitkin, znajduje się we wschodniej części stanu Minnesota, USA. W roku 2005 zamieszkiwało je 16 174 osób, z czego zdecydowaną większość stanowili biali (96.41%). Swoją nazwę hrabstwo zawdzięcza postaci Williama  Aitkina, handlarza futer pracującego dla „The American Fur Company”.

## Historia
Hrabstwo Aitkin zostało ustanowione w roku 1857 pod nazwą "Hrabstwo Aiken", która została zmieniona na obecną w roku 1872. Początkowo Aitkin składało się z 17 miasteczek zlokalizowanych w okolicach jeziora Mille Lacs. W roku 1871 zostało zreorganizowane, przejmując część ziem od hrabstw Cass i Itasca, tracąc natomiast kawałek na południowym zachodzie na rzecz hrabstwa Crow Wing.

## Warunki naturalne
Hrabstwo Aitkin liczy 5168 km² (1995 mi²). W tym na lądzie 4712 km² (1819 mi²) oraz 456 km² (176 mi²) wód. Na jego terenie znajduje się rezerwat Indian Mille Lacs. Graniczy z 8 innymi hrabstwami:
- Hrabstwo Itasca (północ)
- Hrabstwo St.Louis (północny wschód)
- Hrabstwo Carlton (wschód)
- Hrabstwo Pine (południowy wschód)
- Hrabstwo Kanabec (południe)
- Hrabstwo Mille Lacs (południe)
- Hrabstwo Crow Wing (południowy zachód)
- Hrabstwo Cass (północny zachód)

### Główne szlaki drogowe
| - U.S. Highway 169 - Minnesota State Highway 18 - Minnesota State Highway 27 - Minnesota State Highway 47 | - Minnesota State Highway 65 - Minnesota State Highway 200 - Minnesota State Highway 210 - Minnesota State Highway 232 |

## Miasta
- Aitkin
- Hill City
- McGrath
- McGregor
- Palisade
- Tamarack